# Polypedates ranwellai
Espèce
Polypedates ranwellai est une espèce d'amphibiens de la famille des Rhacophoridae.

## Répartition
Cette espèce est endémique de la province de Sabaragamuwa au Sri Lanka.

## Étymologie
Cette espèce est nommée en l'honneur de Sanjeewa Ranwella.

## Publication originale
- Wickramasinghe, Munindradasa & Fernando, 2012 : A new species of Polypedates Tschudi (Amphibia, Anura, Rhacophoridae) from Sri Lanka. Zootaxa, no 3498, p. 63-80.